# 海伦·亨特
海伦·伊丽莎白·亨特（英語：Helen Elizabeth Hunt，1963年6月15日—），又译杭特，是一位美國演员，是第70届奥斯卡最佳女主角奖得主。

## 生平
亨特生于洛杉矶，曾短暂就读加州大學洛杉磯分校。
1990年，亨特與崔西·厄爾曼和摩根·弗里曼在中央公園的德拉科特劇院出演了狂野西部版的《馴悍記》。1991年，亨特主演了《Trancers II》，這是《Trancers》（1984年）的直接錄像續集，並在情景喜劇《我的生活和時代》中扮演女主角，該劇僅播出了6集。
1992年，她在劇情片《水之舞》中飾演一位與作家有染的已婚婦女；在浪漫喜劇《只有你》中飾演一名旅行社代理人和一名玩偶屋設計師的戀人；在偽紀錄片《鮑勃·羅伯茨》中飾演 WLNO的現場記者 Rose Pondell；在《星期六之夜》中，她飾演一位名叫安妮·韋爾的年輕特工。亨特第四次也是最後一次在《Trancers III》中飾演莉娜，這是《Trancers》系列的第二部續集，其中包括《Trancers 1.5》，這是她當年上映的五部電影之一。
亨特憑藉情境喜劇《我为卿狂》（1992-99年）在北美聲名鵲起，在劇中她與保羅·雷瑟聯袂主演，飾演一位公關專家和一對紐約情侶中的一位。她憑藉在1996 年、1997 年、1998 年和 1999年的表演榮獲艾美獎。在該劇的最後一季中，雷瑟和亨特每集的片酬為100萬美元（相當於今天的190萬美元）。她執導了《我为卿狂》的幾集，包括該劇的大結局。
1995年，亨特在《死亡之吻》中飾演一位住在皇后區的前科犯的妻子，與尼可拉斯·凱吉聯袂。這部電影改編自1947年同名經典黑色電影。在災難動作片《龍捲風》（1996年）中，亨特與比爾·派斯頓共同主演了研究龍捲風的風暴追逐者。兩位演員在拍攝過程中都曾因明亮的電子燈而暫時失明，並且在一條特別不衛生的溝渠中拍攝後需要注射肝炎疫苗。《龍捲風》是1996年票房第二高的電影，僅次於《ID4星際終結者》。該片在美國的票房收入預計達到54,688,100張。該片全球票房收入為4億9450萬美元。
亨特後來憑藉浪漫喜劇《盡善盡美》（1997 年）獲得奧斯卡最佳女主角獎，她在劇中扮演一名女服務員兼單身母親，她愛上了傑克·尼科爾森飾演的一名厭世、患有強迫症的浪漫小說家。亨特和尼科爾森在拍攝期間相處得很好，他們一拍即合：“這甚至不是我們說說而已”，亨特補充道。 「這只是我們兩個能調到的一個頻率，非常非常兼容。」作家兼編劇安德魯·霍頓將他們在銀幕上的關係描述為「火與冰，油與水—看似完全對立的東西」。儘管如此，亨特仍是尼可森的完美搭檔，評論家路易絲凱勒寫道，他的表演「簡直令人驚嘆」。這部電影獲得了巨大的票房成功，全球票房收入達到3億1400萬美元。1998 年，她在《辛普森家庭》劇集“Dumbbell Indemnity”中扮演 Moe Szyslak 的愛人，並在紐約林肯中心的莎士比亞戲劇《第十二夜》中扮演維奧拉。
亨特在 2000 年發行的四部電影中有兩部：喜劇《T博士與女人》和劇情片《讓愛傳出去》均於10月上映。在第一部電影中，她與理查德·基爾合作，飾演一位富有的婦科醫生日常生活中的女性之一；在第二部電影中，她飾演一位身心受到創傷的小學老師的愛人，小學老師由凱文·史派西飾演。評論家羅傑·埃伯特強調了她在《讓愛傳出去》中的表演，儘管他認為這部電影本身「過於情緒化操縱」。她在2000年拍攝的另外兩部電影—浪漫喜劇《男人百分百》和劇情片《荒島餘生》於12月上映，並獲得了出色的票房收入。在《男人百分百》中，亨特與梅爾·吉柏遜聯袂出演了一位芝加哥高管的同事兼戀人；在《荒島餘生》中，她與湯姆·漢克斯聯袂出演了一位被困在無人島上的聯邦快遞員工的女友。
亨特在伍迪·艾倫的《愛情魔咒》（The Curse of the Jade Scorpion）（2001年）中擔任主演，飾演一位效率專家，被一名狡猾的催眠師催眠，從而偷竊珠寶。儘管影片的成功有限，但羅傑·艾伯特堅稱：「亨特尤其喜歡這個愛說俏皮話的貴婦角色，這或許在某種程度上受到了《女友星期五》中羅莎琳德·拉塞爾的影響。」2003 年，亨特重返百老匯，出演雅斯米娜·雷扎的《生活 3》。
亨特執導的首部劇情片是《再給愛一次機會》（2007年），她在片中飾演一位39歲的布魯克林小學教師，多年後她接到了當地脫口秀節目主持人的聯繫，該主持人由貝特·米德勒飾演，自稱是她的生母。在第一次閱讀埃莉諾·利普曼的小說後，她試圖讓許多電影公司對這部小說產生興趣，但她的嘗試沒有成功，這導致她開始自己編寫劇本並籌集資金進行製作。

## 私人生活
她是第一个同年（1998年）连获奥斯卡与艾美奖的女演员。
1999年7月18日她与演员汉克·阿扎里亚结婚，2000年12月18日离婚。
她与Matthew Carnahan有一个女儿。